# Elizabeth, West Virginia
Elizabeth är administrativ huvudort i Wirt County i West Virginia i USA. Orten har fått sitt namn efter Elizabeth Woodyard som var hustru till bosättaren David Beauchamp. Enligt 2010 års folkräkning hade Elizabeth 823 invånare.